# Máquina de waffles
Uma máquina de waffles ou gofreira(português europeu) é um aparelho usado para assar waffles.
É composta por duas placas de metal com uma dobradiça para conectá-las, as placas são moldadas para criar o padrão de favo de mel encontrado em waffles. Aquece-se o aparelho e despeja-se a massa ou coloca-se a massa entre as placas, que depois se fecham para assar iguarias com um sabor adocicado, muito semelhante às panquecas, mas mais leve e doce. A aparência é muito mais difícil de conseguir do que uma panqueca; daí a máquina de waffles.

## História
As primeiras formas para waffle surgiram na região dos Países Baixos por volta do século XIV. Estes foram construídos com duas placas de ferro articuladas conectadas a duas longas alças de madeira. As placas eram frequentemente feitas para imprimir padrões elaborados no waffle, incluindo brasões, paisagens ou símbolos religiosos. Waffles seriam assados no fogo da lareira.
Em 1869, o americano Cornelius Swartwout patenteou a forma de waffles de fogão. Embora formas para waffle possam ter existido desde 1400, Swarthout pretendia aperfeiçoar o projeto adicionando uma alça e uma dobradiça que girava em um colar de ferro fundido, permitindo que o operador da forma a virasse sem perigo de deslizamento ou queimaduras.
Em 1891, John Kliembach, um imigrante alemão que vivia em Shamokin, Pensilvânia, tornou-se um vendedor ambulante de waffles depois de fabricar uma forma para o Mansion House Hotel. Kliembach vendia waffles por um centavo cada ou dez centavos por uma dúzia. Isso foi popular na Feira Mundial de Chicago.
Em 1911, a General Electric produziu um protótipo de máquina de waffle elétrica e a produção começou por volta de 1918. Mais tarde, à medida que a máquina de waffle se tornou mais comum, sua aparência foi aprimorada.